# Pietro Carapellucci
Pietro Carapellucci, noto anche come Piero (Pratola Peligna, 2 febbraio 1922 – Roma, 15 settembre 1993), è stato un tenore, cantore e direttore di coro italiano.
La sua attività si è concentrata principalmente nella commedia musicale e nel mondo del doppiaggio, in particolare per la Disney.

## Biografia
Da giovane studiò canto a Roma grazie ad una borsa di studio. Si mise in luce come tenore nel 1941 vincendo il primo premio in un concorso indetto da Radio Roma. Nel 1955 è una delle voci soliste nel coro del film Marcellino pane e vino.
Dopo aver lavorato a lungo per la Rai e come cantore nel coro della Cappella Sistina, nel 1966 formò un complesso vocale e strumentale di nuova concezione, denominato I 13 di Carapellucci, formato da 8 voci soliste, 2 chitarre elettriche, una batteria, un organo Hammond ed un contrabbasso. Il complesso, oltre ad avere una nota rubrica alla radio nella trasmissione Schedina musicale, è apparso in televisione in occasione della trasmissione Un disco per l'estate, contribuendo tra l'altro alla vittoria di Jimmy Fontana con La mia serenata. Nel 1966 collaborò in qualità di direttore del coro al 45 giri Mi vedrai tornare/La fisarmonica di Gianni Morandi. Nel 1968 partecipò con il suo coro all'album Tutti morimmo a stento di Fabrizio De André.
Il maestro Carapellucci si distinse come direttore musicale nel doppiaggio italiano di molti film della Disney, nel cinema (La Bibbia, L'armata Brancaleone) e nel teatro con Garinei e Giovannini.

## Lavori

### Direzioni musicali di film Disney
- Mary Poppins (1965) (collaborazione con Alberto Brandi alla direzione musicale)
- Winny-Puh l'orsetto goloso (1966)
- Un maggiordomo nel Far West (1967)
- Cenerentola (1950) (1967) (ridoppiaggio)
- Bambi (1942) (1968) (ridoppiaggio)
- Il più felice dei miliardari (1968)
- Il libro della giungla (1968)
- Troppo vento per Winny-Puh (1968)
- La leggenda di Lobo (1962) (1968)
- Gli Aristogatti (1971)
- Pomi d'ottone e manici di scopa (1972)
- Biancaneve e i sette nani (1937) (1972) (ridoppiaggio)
- Robin Hood (1974)
- Le avventure di Bianca e Bernie (1977)
- Elliott il drago invisibile (1977)
- L'asinello (1978)
- Popeye - Braccio di Ferro (1980)
- Red e Toby - Nemiciamici (1981)
- Canto di Natale di Topolino (1983)
- Le avventure di Peter Pan (1953) (1986) (ridoppiaggio)
- Buon Natale dal Grillo Parlante (1986)
- Basil l'investigatopo (1987)
- Chi ha incastrato Roger Rabbit (1988)
- Oliver & Company (1989)
- La sirenetta (1990)
- Zio Paperone alla ricerca della lampada perduta (1991)
- Il principe e il povero (1991)
- La bella e la bestia (1992)
- Aladdin (1993)

### Direzioni musicali non Disney
- La Bibbia (1966) (doppiaggio)
- L'armata Brancaleone (1966)
- Mano di velluto (1966)
- Citty Citty Bang Bang (1968) (doppiaggio)
- L'uomo, l'orgoglio, la vendetta (1968)
- Lucky Luke (1971) (1º doppiaggio)
- Le avventure di Alice nel paese delle meraviglie (1972) (doppiaggio)
- Snoopy cane contestatore (1972) (doppiaggio)
- La Tosca (1973)
- La Sirenetta - La più bella favola di Andersen (1975) (1979) (1º doppiaggio)
- I nostri eroi alla riscossa (1990)
- Hook - Capitan Uncino (1991) (doppiaggio)

### Direzioni musicali di commedie teatrali
- Rugantino
- Alleluja brava gente (1970)
- Ciao Rudy (1966, 1972)
- Aggiungi un posto a tavola (1974)
- Se il tempo fosse un gambero (1986)
- I sette re di Roma (1989)